# MAGICAL DESTROYER
「MAGICAL DESTROYER」（マジカル・デストロイヤー）は、愛美の3rdシングル。2023年4月26日にKING AMUSEMENT CREATIVEから発売。

## 概要
表題曲「MAGICAL DESTROYER」は、愛美もブルー役で出演しているJUN INAGAWA原案のオリジナル・アニメ『魔法少女マジカルデストロイヤーズ』のオープニングテーマ、またInterFMで放送されているラジオ番組『伊織もえのACGライブちゅう！』2023年5月エンディングテーマとして起用された。作詞はアニメの原案者であるJUN INAGAWAとラッパーのJUBEEが共作、作曲・編曲・サウンドプロデュースは上田剛士（AA=、THE MAD CAPSULE MARKETS）が手掛けている。
「MAGICAL DESTROYER」のミュージック・ビデオは、アニメの内容とリンクさせたものになっており、荒廃した秋葉原でオタクを救うべく未知の敵と戦う女子高生の姿を描いている。ディレクターは加藤尚祐が務め、愛美のミュージック・ビデオでは初めてCGを駆使して制作された。
表題曲はフィジカルでの発売に先駆け、4月8日より先行配信が開始された。
フィジカルは、M-CARD（特典コンテンツのダウンロード・カード）全5種類の内1枚が付属する初回限定盤（KICM-92133）、CDのみの通常盤（KICM-2133）の2種類で発売。またキンクリ堂限定でJUN INAGAWAコラボセット（通常盤CDにJUN INAGAWA描き下ろしイラストをプリントしたロングスリーブTシャツとアザージャケットステッカーが付属する。）LサイズT-シャツ版（ECB-1594）、XXLサイズT-シャツ版（ECB-1595）が発売された。

## 収録内容
| #         | タイトル                               | 作詞               | 作曲         | 編曲            | 時間  |
| --------- | -------------------------------------- | ------------------ | ------------ | --------------- | ----- |
| 1.        | 「MAGICAL DESTROYER」                  | JUN INAGAWA、JUBEE | TAKESHI UEDA | TAKESHI UEDA    | 3:47  |
| 2.        | 「君こそ僕の世界だった」               | KITA.              | KITA.        | KITA.、石本大介 | 4:17  |
| 3.        | 「エスケープ」                         | 愛美               | 川崎智哉     | 川崎智哉        | 3:18  |
| 4.        | 「MAGICAL DESTROYER」(Instrumental)    |                    |              |                 | 3:47  |
| 5.        | 「君こそ僕の世界だった」(Instrumental) |                    |              |                 | 4:17  |
| 6.        | 「エスケープ」(Instrumental)           |                    |              |                 | 3:16  |
| 合計時間: | 合計時間:                              | 合計時間:          | 合計時間:    | 合計時間:       | 22:42 |